# Nørreskoven (Als)
 For alternative betydninger, se Nørreskoven. (Se også artikler, som begynder med Nørreskoven)
Nørreskoven (tysk: Norderholz) på Als er en statsskov på 740 ha, der ligger på østkysten af Als ud mod Lillebælt. Nørreskoven er en del af skovene i Gråsten Statsskovdistrikt. Med en længde på 9 km er den en af Danmarks længste kystskove. Terrænet er kuperet, men jordbunden er næringsrig og der er gode vækstbetingelser. Skoven er 60-70 % bøgeskov, og bøgene bliver med 30 meter usædvanlig høje og flotte. Skoven rummer en del egetræer, bl.a. de såkaldte brudgomsege ved Havrekobbel, som blev plantet omkring 1770 og stadig trives. 45 hektar er udlagt til naturskov, som findes langs kysten og strandengene og i Troldsmose.
Skoven består overvejende af bøg, men også af eg, ahorn, fuglekirsebær, rødel, birk og enkelte steder er der nåletræer. Man kan blandt andet finde orkideer som  ægbladet fliglæbe, tyndakset gøgeurt, skovgøgelilje og majgøgeurt.  

## Historie
Der er registreret over 80 fortidsminder, hvoraf en stor del er runddysser og langdysser fra bondestenalderen omkring 3.500 f. Kr., da skoven på det tidspunkt har været ryddet og dyrket eller afgræsset af husdyr. En jernalderkirkegård med såkaldte tuegrave kan ses tæt ved kysten nær Troldhøj. 
På grund af vendernes angreb på Als omkring 1168 undgik Nørreskoven at blive ryddet, da den blev brugt som beskyttelse mod angreb fra søsiden.
Helvedgård voldsted nævnes første gang i 1321, hvor Sture-slægten overtager stedet.  Gammel Østerholm slot stod på voldbanken indtil 1555, hvor dets ejer Thomas Sturre lod det nedrive og byggede et nyt og større anlæg ca. 1,5 km længere mod sydøst. I 1584 blev Ny Helvedgård (Østerholm Slot) overtaget af hertug Hans den Yngre. 1592 ombyggede han det til et renæssanceslot omgivet af vand og med stalde, bryggeri, bageri og boliger til tjenestefolk samt en frugthave med 584 frugttræer. Her opholdt han  sig i perioder med sin store familie. Granitfundamentet af slottet kan stadig ses uden for skoven lidt sydøst for Helvedgård. Navnet Helved kommer af det tyske Hellwitt, som betyder Helligskov.
I 1700-tallet hentede man trøfler i skoven. Omkring 1758 var der flere trøffelhaver, hvor specialtrænede hunde snuste og gravede sig frem til knoldene. Trøffelhaverne forsvandt i løbet af 1800-tallet, men stednavnet Trøffelhavevej fører forbi Trøffelhaven, som i dag er plantet til med nåletræer.
Den 16. september kl. 01.05 1944 kolliderede to Handley Page Halifax bombefly under 2. verdenskrig over Nørreskoven. Vragdelene spredtes over et stort område mellem Elstrup, Østerholm og Hundslev. Bombeflyene fra Royal Australian  og Royal Canadian Air Force havde været på bombetogt over Kiel og var nu på vej hjem til baserne i England. De 14 flyvere er nu begravet på Aabenraa Kirkegård. Der findes en mindesten i skoven for de faldne flyvere.   
På grund af benzinmangel, blev biler under 2. verdenskrig drevet ved hjælp af "gengas". Denne gas blev lavet ved at fyre bilernes påmonterede "gengasgeneratorer" med trækul, og fra 1943 til 1945 blev der brændt trækul ved Fjordmosen, hvor man man endnu kan se resterne af seks murede kulmiler. Brændet blev stablet bag høje jernskærme, bålet tændt, træet måtte ikke brænde til aske, men kun gløde, så man fik gode, faste kulstykker ud af det. 
Arealerne Fjordmose, Troldsmose og Bosted Made blev fra 1962 gradvist opkøbt af Naturstyrelsen, og fra 1992 til 1993 blev der gennemført et naturgenopretningsprojekt for at sikre, at sårbare landskaber som moser, enge og strandenge bevares. Engene afgræsses i dag af kvæg og heste.

## Turisme
Man kan køre, cykle, vandre eller gå gennem skoven ad Nørreskovvej, der følger skoven fra syd til nord. Nord for Fynshav er der en afvisning til Helved, hvorfra der er adgang til den sydlige del af skoven. Fra Svenstrup er der adgang til den nordlige del af skoven.
Den 9 kilometer lange skov langs med Lillebælt, er en af Danmarks længste kystskove. Skoven er kendt for at have mange kulturminder. Der er registreret mere end 80 gravhøje og langdysser, og den ældste af de to stensatte langdysser ved Havrekobbel er 5.500 år gammel. Ud over dysserne kan man finde skålsten fra bronzealderen, tuegrave fra jernalderen samt Helvedgård Voldsted fra historisk tid.